# William J. Green III

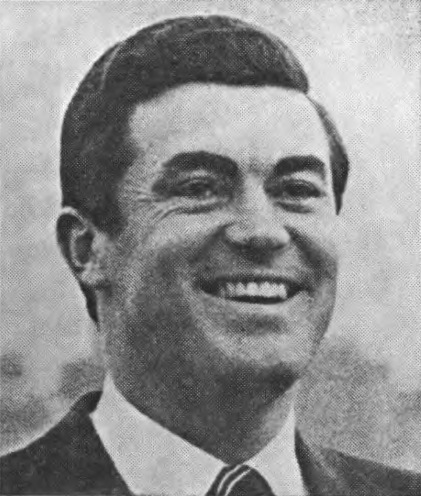
William J. Green

William Joseph Green III (* 24. Juni 1938 in Philadelphia, Pennsylvania) ist ein ehemaliger US-amerikanischer Politiker. Zwischen 1964 und 1977 vertrat er den Bundesstaat Pennsylvania im US-Repräsentantenhaus; von 1980 bis 1984 war er Bürgermeister der Stadt Philadelphia.

## Werdegang
William Green ist der Sohn des Kongressabgeordneten William J. Green Jr. (1910–1963). Er besuchte zunächst die Saint Joseph’s Prep School und danach bis 1960 das Saint Joseph’s College. Außerdem studierte er an der Villanova Law School Jura. Politisch schloss er sich der Demokratischen Partei an und wurde deren Bezirksvorsitzender im Philadelphia County.
Nach dem Tod seines Vaters, der als Kongressabgeordneter verstarb, wurde Green bei der fälligen Nachwahl für den fünften Sitz von Pennsylvania als dessen Nachfolger in das US-Repräsentantenhaus in Washington, D.C. gewählt, wo er am 28. April 1964 sein neues Mandat antrat. Nach sechs Wiederwahlen konnte er bis zum 3. Januar 1977 im Kongress verbleiben. Seit 1973 vertrat er dort als Nachfolger von James A. Byrne den dritten Wahlbezirk seines Staates. In seine Zeit im Kongress fielen unter anderem der Vietnamkrieg, die Bürgerrechtsbewegung und im Jahr 1974 die Watergate-Affäre.
Im Jahr 1976 verzichtete William Green zu Gunsten einer Kandidatur für den US-Senat auf eine mögliche Wiederwahl in das US-Repräsentantenhaus; er unterlag jedoch dem Republikaner Henry John Heinz. Zwischen 1980 und 1984 war er Bürgermeister der Stadt Philadelphia. Danach praktizierte er als Anwalt. Außerdem eröffnete er zwei Restaurants. Zeitweise arbeitete er auch als Lobbyist in Washington. Seit dem Ende der 1980er Jahre bis zum Jahr 2003 war er auch einer der Vizepräsidenten der Firma MacAndrews & Forbes. Heute lebt er in Philadelphia. Sein Sohn William J. Green IV sitzt im dortigen Stadtrat.